# Hugo Falcando
Hugo Falcando (en latín, Hugo Falcandus) fue un historiador italiano (siciliano) del siglo XII que fue cronista del reinado de Guillermo I de Sicilia y de la minoría de edad de su hijo  Guillermo II en una obra de alto contenido crítico titulada “Historia de los tiranos de Sicilia” (o Liber de Regno Sicilie). 

## Identificación controvertida
Hay una cierta duda sobre si “Hugo Falcando” es un nombre real o un seudónimo. Evelyn Jamison ha sostenido que en realidad, Hugo era el amiratus Eugenio de Palermo, almirante de Guillermo II de Sicilia a partir de 1190. 

## Obra
La "Historia de los tiranos de Sicilia" cubre el período de 1154 a 1169, de la muerte de Rogelio II al cese (de facto) en el gobierno del Reino de Sicilia de la reina regente Margarita de Navarra, madre de Guillermo II. Hugo se concentra en la política interna de la corte palermitana. Las intrigas y los escándalos de la corte están incluidos en la obra. Hugo tiene una bajísima opinión de la mayoría de sus contemporáneos y atribuye villanas intenciones a cada una de sus acciones. Sin embargo, su detallada descripción está, de lejos, por encima de otras narraciones semejantes de su tiempo y lugar geográfico, por lo que no puede por sus razones subjetivas ser pasada por alto. Según Lord Norwich, Hugo “se ha comparado a Tácito y Tucídides”.
El latín de su obra es pulido y la primera traducción inglesa, realizada por G.A. Loud y T. Wiedemann, fue publicada en 1998.